# 菊川征司
菊川 征司（きくかわ せいじ）は、富山県生まれの作家（サイエンスライター）。

## 概要
- 観光旅行のつもりで立ち寄ったアメリカ合衆国の自由な雰囲気に魅了され、以来在米生活30年。アメリカ同時多発テロ事件以降、重苦しい空気へと急速に変化したアメリカ社会の根源を探り、調査を開始[1]。
- アメリカの衰退は、国際金融資本家たちの私企業たる連邦準備制度設立に端を発することを知る。アメリカ国民に警鐘を鳴らしていた本物の政治家たちの遺志を継ぐ[1]。

## 著書
- 『ロスチャイルドが世界政府のビッグブラザーになる』 徳間書店 2010年
- 『インフルエンザをばら撒く人々 - 金融寡頭権力の罠』 徳間書店 2009年
- 『世界恐慌という仕組みを操るロックフェラー』 徳間書店 2009年
- 『新世界秩序（人間牧場）にNO!と言おう - 金融王たちの最終目標』 （ゲイリー・アレン著）訳・解説 徳間書店 2009年
- 『9・11テロの超不都合な真実 - 闇の世界金融が仕組んだ世紀の大犯罪』 徳間書店 2008年
- 『闇の世界金融の超不都合な真実 - ロックフェラー・ロスチャイルド一味の超サギの手口』 徳間書店 2008年